# Delila
A Delila héber eredetű női név (דְּלִילָה Delílá), jelentése: epedő, sóvárgó vagy lenyűgöző, pompás, vagy finom, gyenge.

## Gyakorisága
Az 1990-es években szórványos név, a 2000-es években nem szerepel a 100 leggyakoribb női név között.

## Névnapok
- december 9.[2]

## Híres Delilák
- Delila bibliai alak